# 埃塞尔泰讷
埃塞尔泰讷（法語：Essertenne，法語發音：[esɛʁtɛn]）是法国索恩-卢瓦尔省的一个市镇，属于欧坦区。

## 地理
埃塞尔泰讷（46°48'43"N, 4°32'45"E）面积12.82 平方千米，位于法国勃艮第-弗朗什-孔泰大區索恩-卢瓦尔省，该省份为法国中部省份，北起顺时针与科多尔省、汝拉省、安省、罗讷省、卢瓦尔省、阿列省和涅夫勒省接壤。
与埃塞尔泰讷接壤的市镇（或旧市镇、城区）包括：圣让德特雷济、勒布勒伊、莫雷、佩勒伊、德讷河畔圣于连、圣皮埃尔德瓦雷讷。

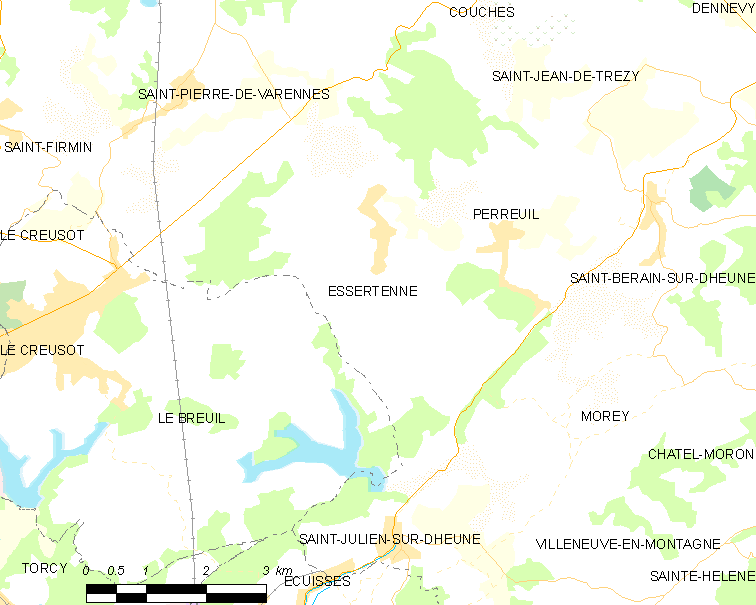
埃塞尔泰讷的OSM定位图

埃塞尔泰讷的时区为UTC+01:00、UTC+02:00（夏令时）。

## 行政
埃塞尔泰讷的邮政编码为71510，INSEE市镇编码为71191。

## 政治
埃塞尔泰讷所属的省级选区为沙尼县。

## 人口

1962-2008年间埃塞尔泰讷人口变化图示

埃塞尔泰讷于2022年1月1日时的人口数量为482人。